# Eoophyla thomasi
Eoophyla thomasi là một loài bướm đêm trong họ Crambidae.